# Войнешть (Васлуй)
Войнешть, Войнешті (рум. Voinești) — село у повіті Васлуй в Румунії. Входить до складу комуни Войнешть.
Село розташоване на відстані 257 км на північний схід від Бухареста, 24 км на захід від Васлуя, 67 км на південь від Ясс, 134 км на північ від Галаца.

## Населення
За даними перепису населення 2002 року у селі проживали 474 особи, усі — румуни. Усі жителі села рідною мовою назвали румунську.